# Томарський замок
Тома́рський за́мок (порт. Castelo de Tomar) — середньовічний замок у Португалії, у місті Томар. Розташований на правому березі річки Набан. Збудований близько 1160 року тамплієрами на землях, наданих їм португальським королем Афонсу І. Один із замків Тазької лінії. 1190 року зазнав нападу військ Альмохадів. Внаслідок ліквідації тамплієрів на теренах Португалії (1312) перейшов у власність Ордена Христа (1319). Став головним замком цього Ордену, резиденцією магістра (з 1357). Розбудований інфантом Енріке Мореплавцем. За  королів Мануела І і Жуана ІІІ став складовою Томарського монастиря Христа. Поступово втратив військове значення. Частина укріплень розібрана у XVII столітті. Реставрований у 1970—1980-х роках. Національна пам'ятка Португалії (1918).